# 塔拉斯区 (吉尔吉斯斯坦)
塔拉斯区是吉尔吉斯斯坦西北州份塔拉斯州下辖的一个区。该区面积为5,051平方（1,950平方英里），2009年常住人口为58,867人。